# Septicflesh
Septicflesh – grecki zespół deathmetalowy założony w 1990 roku w Atenach. Ich muzyka to połączenie agresywnego, szybkiego death metalu z żeńskimi chórami i grą klawiszy, nadających zespołowi charakterystyczny styl.
W roku 2003 po opublikowaniu albumu Sumerian Daemons zespół rozpadł się nie podając oficjalnie powodów. 19 lutego 2007 roku zespół obwieścił reaktywację na potrzeby greckiego Metal Healing Festival.  3 kwietnia tego samego roku pojawiła się oficjalna informacja, iż za pośrednictwem francuskiej wytwórni płytowej Season of Mist zostanie opublikowany siódmy album studyjny zespołu pt. Communion. Lider grupy, Hristos Andoniu poinformował, iż na potrzeby nagrywania albumu zatrudni orkiestrę i 80-osobowy chór oraz 32 śpiewaków. W 2008 zespół zmienił nazwę na „Septicflesh” – według gitarzysty grupy, Hristosa Andoniu, nowa nazwa „wygląda lepiej” i wyznacza nowy rozdział w działalności zespołu.

## Muzycy
| Obecny skład zespołu - Sotiris Vayenas – śpiew, gitara (1990–2003, od 2007), instrumenty klawiszowe (1994-1998) - Spiros „Seth” Andoniu – śpiew, gitara basowa (1990–2003, od 2007) - Christos Andoniu – gitara, instrumenty klawiszowe (1990–2003, od 2007) - Kerim Lechner – perkusja, instrumenty perkusyjne (od 2014) Byli członkowie zespołu - Akis „Lethe” Kapranos – perkusja (1990–2003) - Kostas Sawidis – perkusja (1997–1998) - George „Magus Wampyr Daoloth” Zaharopulos – instrumenty klawiszowe (2001–2003) - Alexander Haritakis – gitara (2002-2003) - Bob Katsionis – instrumenty klawiszowe (2003) - Fotis Benardo – perkusja, instrumenty perkusyjne (2003, 2007-2014) |  | Muzycy koncertowi - Dinos "Psychon" Prassas – gitara (od 2011) - Stelios Mavromitis – gitara (2008-2009) - Ivo Wijers – perkusja (2014) |

## Dyskografia
| Mystic Places of Dawn                   | - Data: 1994 - Wydawca: Holy Records                 | –   | –  | –   | –   |
| Esoptron                                | - Data: 1995 - Wydawca: Holy Records                 | –   | –  | –   | –   |
| Ophidian Wheel                          | - Data: 1997 - Wydawca: Holy Records                 | –   | –  | –   | –   |
| A Fallen Temple                         | - Data: 9 marca 1999 - Wydawca: Holy Records         | –   | –  | –   | –   |
| Revolution DNA                          | - Data: 1999 - Wydawca: Holy Records                 | –   | –  | –   | –   |
| Sumerian Daemons                        | - Data: 3 lutego 2003 - Wydawca: Hammerheart Records | –   | –  | –   | –   |
| Communion                               | - Data: 17 marca 2008 - Wydawca: Season of Mist      | –   | –  | –   | –   |
| The Great Mass                          | - Data: 18 kwietnia 2011 - Wydawca: Season of Mist   | 132 | –  | –   | –   |
| Titan                                   | - Data: 20 czerwca 2014 - Wydawca: Season of Mist    | 112 | 37 | 99  | 154 |
| Codex Omega                             | - Data: 1 września 2017 - Wydawca: Season of Mist    | 85  | –  | 114 | 112 |
| „–” oznacza, że album nie był notowany. |                                                      |     |    |     |     |

| Tytuł                            | Dane dot. albumu                            |
| -------------------------------- | ------------------------------------------- |
| Forgotten Paths (The Early Days) | - Data: 1999 - Wydawca: Black Lotus Records |

| Tytuł                   | Dane dot. albumu                     |
| ----------------------- | ------------------------------------ |
| Temple of the Lost Race | - Data: 1991 - Wydawca: Black Power  |
| The Eldest Cosmonaut    | - Data: 1998 - Wydawca: Holy Records |

| Tytuł           | Dane dot. albumu                                |
| --------------- | ----------------------------------------------- |
| Forgotten Path  | - Data: marzec 1991 - Wydawca: wydanie własne   |
| Morpheus Awakes | - Data: wrzesień 1991 - Wydawca: wydanie własne |

## Nagrody i wyróżnienia
| Rok  | Kategoria                                       | Nagroda                 | Uwagi     |
| ---- | ----------------------------------------------- | ----------------------- | --------- |
| 2009 | The Best Death Metal Album (Communion)          | Metal Storm Awards 2008 | 1 miejsce |
| 2012 | The Best Symphonic Metal Album (The Great Mass) | Metal Storm Awards 2011 | 1 miejsce |